# Список ракообразных, занесённых в Красную книгу России
Список ракообразных, занесённых в Красную книгу России:
| Иллюстрация                               | Название                                                       | Категория статуса редкости | Категория статуса угрозы исчезновения | Категория природоохранного статуса |
| ----------------------------------------- | -------------------------------------------------------------- | -------------------------- | ------------------------------------- | ---------------------------------- |
| Тип Членистоногие (Arthropoda)            |                                                                |                            |                                       |                                    |
| Класс Высшие ракообразные (Malacostraca)  |                                                                |                            |                                       |                                    |
| Отряд Раки-богомолы (Stomatopoda)         |                                                                |                            |                                       |                                    |
|                                           | Япономорский рак-богомол (Oratosquilla oratoria)               | 3                          | У                                     | III                                |
| Отряд Десятиногие ракообразные (Decapoda) |                                                                |                            |                                       |                                    |
|                                           | Кавказский пресноводный краб (Potamon tauricum)                | 2                          | У                                     | II                                 |
|                                           | Дальневосточный краб-хелице (Helice tridens)                   | 2                          | У                                     | III                                |
| Отряд Бокоплавы (Amphipoda)               |                                                                |                            |                                       |                                    |
|                                           | Толстохвостый речной гаммарус (Fluviogammarus brachyurus)      | 1                          | КР                                    | III                                |
|                                           | Каштановый хиалеллопсис (Hyalellopsis (Dorogammarus) castanea) | 3                          | У                                     | III                                |
|                                           | Двурогий пропахигаммарус (Propachygammarus bicornis)           | 3                          | У                                     | III                                |
|                                           | Длинноногий пёкилогаммарус (Poekilogammarus longipes)          | 3                          | У                                     | III                                |

## Исключенные виды
- Краб Дерюгина (Sculptolithodes derjugini)[2]
- Японский краб (Charybdis japonica)

- Краб Дерюгина
- Японский краб